# ザ・ニュースキャスター
『ザ・ニュースキャスター』（英称:The Newscaster）は、テレビ朝日系列で1993年4月5日から1994年9月30日まで平日昼に生放送されていた番組。

## 概要
昼の報道・情報番組ともされ、報道色の濃い番組ではあったが、厳密に言うと報道の部分は『ANNニュース』のコーナーのみであり、大半は情報番組扱いであった。
司会はTBS『JNN報道特集』出身の蟹瀬誠一と元フジテレビアナウンサーだった田丸美寿々。その他、『ANNニュース』を含めたニュースコーナーを田丸と高井正憲アナウンサー（当時）が担当した。
この番組は、それまでのワイドショー番組から報道番組に転換して、事件や事故の他に列島中継、テレビ朝日ニューヨーク支局からの中継で内田忠男が出演し、『CNNヘッドライン』のキャスターだった小牧ユカがニューヨークリポーターを務めた。
「新進気鋭のジャーナリスト（蟹瀬）と、テレビ界を代表する女性キャスター（田丸）が日本の昼を変える。」というキャッチコピーを使い、同系『ニュースステーション』の昼版として登場した。番組スタイルの方針として、ワイドショー的な内容（芸能ニュースなど）を一切やらない事にしていた。1993年当時発足したJリーグなどサッカーのコーナーが放送されていた。
ANNニュースの直前5分程がローカル枠となっていたが、テレビ朝日ではローカルニュースは放送せずにアメリカ『CNNプライムニュース』を報じていた。
1994年4月のリニューアルで報道色を更に濃くするリニューアルを実施したが効果はなく、前年に発生した「椿事件」におけるテレビ朝日の報道体質に対する各マスコミの批判も重なって、同年9月に打ち切られた。

### 番組終了後
蟹瀬は当番組終了後、1995年4月1日から『ステーションEYE』（土曜・日曜→1995年10月2日から月曜-金曜→1997年4月5日から土曜・日曜）『ANNスーパーJチャンネル』（1997年10月4日から土曜・日曜）『スーパーモーニング』（2000年10月2日‐2002年3月29日）のキャスター・司会を当番組から含めて通算8年6ヶ月担当した。1994年10月から1995年3月までは阪神・淡路大震災・地下鉄サリン事件など大きな事件・事故が発生した際に『ANN報道特別番組』を担当した。
田丸は本番組終了と同時に1986年10月から続けてきたテレビ朝日との専属契約を終了し、終了直後の1994年10月からはTBSと新たに専属契約を結び、嘗て蟹瀬がレギュラー出演した『JNN報道特集』→『報道特集NEXT』→『報道特集』のメインキャスターを2010年9月まで16年間に渡って務めた。

## テーマソング
オープニングテーマはクライズラー&カンパニー「ヴィーナス・ラヴ」である。11:45からの「ANNニュースのテーマ」も同じテーマ曲が使われていた（ただし、ロゴは放送当時の他のANNニュースと同様）。ただし、11:30や12:00にかかり始める部分とは別の部分からの放送であり、主題が現れる頃にはアナウンサーがしゃべり始めておりBGMのようになっていたため、同種の別の曲だと勘違いした視聴者も多いと思われる。現在でも他局の番組でこの曲が流れることがある。エンディングテーマは、五十嵐浩晃が歌う「明日また あの場所で」だった。
新番組開始の番組宣伝では富山テレビ『富山テレビニュース』・テレビ西日本『TNCニュース』のオープニングで使われていた音楽が使用されていた。

## 出演者
メインキャスター
- 蟹瀬誠一
- 田丸美寿々 - 当時テレビ朝日専属契約アナウンサー

ニューヨーク中継
- 内田忠男
- 小牧ユカ

ANNニュース（11:45 - 12:00）
- 高井正憲 - 当時テレビ朝日アナウンサー
- 田丸美寿々

## 放送時間
- 月 - 金曜 11:30 - 12:55

ネット局の放送時間は下表参照

## ネット局
系列は放送当時のもの。
- ○…フルネット、△…11:45飛び乗り（一部ネット局を除き、『ANNニュース』を単独番組扱いで放送）

| 放送対象地域  | 放送局           | 系列                                         | 第1部 11:30 - 12:00 | 第2部 12:00 - 12:55 | 備考                                                                                               |
| ------------- | ---------------- | -------------------------------------------- | ------------------- | ------------------- | -------------------------------------------------------------------------------------------------- |
| 関東広域圏    | テレビ朝日       | テレビ朝日系列                               | ○                   | ○                   | |
| 北海道        | 北海道テレビ     | テレビ朝日系列                               | △                   | ○                   | |
| 青森県        | 青森朝日放送     | テレビ朝日系列                               | △                   | ○                   | |
| 宮城県        | 東日本放送       | テレビ朝日系列                               | △                   | ○                   | |
| 秋田県        | 秋田朝日放送     | テレビ朝日系列                               | ○                   | ○                   | |
| 山形県        | 山形テレビ       | テレビ朝日系列                               | ○                   | ○                   | |
| 福島県        | 福島放送         | テレビ朝日系列                               | △                   | ○                   | |
| 新潟県        | 新潟テレビ21     | テレビ朝日系列                               | ○                   | ○                   | 1993年9月30日までの第1部は△                                                                        |
| 長野県        | 長野朝日放送     | テレビ朝日系列                               | ○                   | ○                   | 1994年4月1日までの第1部は△                                                                         |
| 静岡県        | 静岡朝日テレビ   | テレビ朝日系列                               | △                   | ○                   | [ 注 2 ]                                                                                           |
| 石川県        | 北陸朝日放送     | テレビ朝日系列                               | △                   | ○                   | [ 注 3 ]                                                                                           |
| 福井県        | 福井放送         | 日本テレビ系列 テレビ朝日系列                | △                   | ×                   | [ 注 4 ]                                                                                           |
| 中京広域圏    | 名古屋テレビ     | テレビ朝日系列                               | △                   | ○                   | |
| 近畿広域圏    | 朝日放送         | テレビ朝日系列                               | △                   | ○                   | 現・朝日放送テレビ                                                                                 |
| 広島県        | 広島ホームテレビ | テレビ朝日系列                               | △                   | ○                   | |
| 山口県        | 山口放送         | 日本テレビ系列 テレビ朝日系列                | △                   | ×                   | 1993年9月30日まで                                                                                  |
| 山口県        | 山口朝日放送     | テレビ朝日系列                               | ○                   | ○                   | サービス放送期間中の1993年9月27日放送開始、第1部は×、第2部は○ 10月1日の開局日から第1部・第2部共に○ |
| 香川県 岡山県 | 瀬戸内海放送     | テレビ朝日系列                               | ○                   | ○                   | |
| 福岡県        | 九州朝日放送     | テレビ朝日系列                               | △                   | ○                   | |
| 長崎県        | 長崎文化放送     | テレビ朝日系列                               | △                   | ○                   | |
| 熊本県        | 熊本朝日放送     | テレビ朝日系列                               | △                   | ○                   | |
| 大分県        | テレビ大分       | 日本テレビ系列 フジテレビ系列 テレビ朝日系列 | △                   | ○                   | 1993年9月30日まで                                                                                  |
| 大分県        | 大分朝日放送     | テレビ朝日系列                               | △                   | ○                   | 1993年10月1日開局から                                                                              |
| 宮崎県        | テレビ宮崎       | フジテレビ系列 日本テレビ系列 テレビ朝日系列 | △                   | ×                   | [ 注 8 ]                                                                                           |
| 鹿児島県      | 鹿児島放送       | テレビ朝日系列                               | △                   | ○                   | |

### ネット局に関する備考
- 山口県では前番組『人間探検!もっと知りたい!!』までは山口放送で放送され[注 5][注 9]、半年後の9月までテレ朝系の正午枠は放送されなかったが、10月に山口朝日放送が開局、この番組以降同時ネットとなった。なお、クロスネット局のテレビ大分では放送開始半年後、大分朝日放送開局に伴いANNを退会[注 6]、同局での正午の番組はこれまでTBS系列局である大分放送が時差ネットしていたフジテレビの『森田一義アワー 笑っていいとも!』に変更された。
それに伴い、ANNフルネット局以外での本枠のネットは終了した[注 10]。
- 前番組の終了直前に正午枠のテレビ朝日系列外局への遅れネットが廃止となり、系列外局ともに本番組は放送せずに別番組への切り替えなどを実施した。山形放送（日本テレビ系フルネット局へ移行）・福井放送・山口放送・南海放送は当時新番組だった『ザ・ワイド』（日本テレビ・読売テレビ共同制作）、高知放送は『午後は○○おもいッきりテレビ』（日本テレビ制作）をフルネット、山陰放送は『レインボー』（毎日放送制作）[2][注 11]、宮崎放送は再放送枠へ移行した。琉球放送では14:00からテレビ朝日制作の『こんにちは2時』を開始。フライングスタートになる前の1994年9月30日まで放送されていた。